# Kozue Amano
Kozue Amano (jap. 天野 こずえ, Amano Kozue; * 26. Mai 1974 in der Präfektur Saitama, Japan) ist eine japanische Manga-Zeichnerin.

## Leben
Nachdem sie als Amateurcomiczeichnerin Erfahrungen mit Dōjinshi gesammelt hatte, nahm sie mit der eigentlichen Schreibweise ihres Namens (天野 梢) 1993 bei einem Nachwuchswettbewerb des Enix-Verlages teil. Mit ihrem Manga Earth (アース, āsu) gewann sie den Big Rookie-shō, den Hauptpreis dieses Wettbewerbs. Durch diesen Preis erhielt sie die Möglichkeit, eine professionelle Karriere zu starten. So veröffentlichte Amano 1994 mit Zen’yasai (前夜祭) im Magazin Fresh Gangan ihr erstes kommerzielles Werk. Seitdem publiziert sie ihre Werke unter einer leicht veränderten Schreibweise ihres Namens, indem sie ihren Vornamen mit Hiragana schreibt, ihren Familiennamen aber, wie üblich, mit Kanji belässt (天野 こずえ).
Es folgten weitere Arbeiten für Enix. Von 1995 bis 1998 brachte sie ihre etwa 1.000 Seiten umfassende Manga-Serie Roman Club (浪漫倶楽部, rōman kurabu) im Shōnen Gangan-Magazin heraus. Anschließend erschien diese in sechs Büchern. Es folgte von 1998 bis 2001 die Serie Crescent Noise (クレセントノイズ, kuresento noizu) für das Magazin G-Fantasy; diese verlegte der Enix-Verlag nach der Erstveröffentlichung im Magazin ebenfalls in insgesamt sechs Sammelbänden.
Für das Stencil-Magazin kreierte Amano 2001 die in der Zukunft spielende Manga-Serie Aqua über eine Jugendliche, die auf einer Venedig nachempfundenen Wasserstadt Gondlerin wird. Aqua war zwar erfolgreich, aber die Zeichnerin beendete die Serie bereits nach ungefähr 350 Seiten, weil sie den Verlag wechseln wollte.
Unter dem Titel Aria wurde Aqua bis 2008 beim Mag-Garden-Verlag in dessen Comic Blade-Magazin fortgeführt. Der Manga stellt Amanos bisher erfolgreichstes und mit einem Umfang von ungefähr 2.000 Seiten auch längstes Werk dar. Aria wurde als Anime-Fernsehserie in drei Staffeln umgesetzt und die Sammelbandveröffentlichungen haben sich in Japan über drei Millionen Mal verkauft. Wegen des Erfolges von Aria wurden ihre früheren Werke neu aufgelegt. Seit November 2008 folgte dann im Magazin Comic Blade die Serie Amanchu! (あまんちゅ!).
Ihre Comics werden ins Chinesische, Koreanische, Englische, Deutsche, Französische, Italienische und Thailändische übersetzt. Sie hat außerdem vier Artbooks veröffentlicht: Alpha (2004), Stella (2005), Cielo (2006) und Birth (2011).